# Arthrodermataceae
Arthrodermataceae es una familia de hongos Ascomycota. Hay tres géneros dermatofitos: Epidermophyton, Microsporum, Trichophyton.